# Kryptonita
La kryptonita, también escrito como cryptonita, es un material ficticio que aparece principalmente en las historias de Superman publicadas por DC Comics. En su forma más conocida, es un material verde y cristalino originario del mundo natal de Superman, Krypton, que emite una radiación venenosa única que puede debilitar e incluso matar a los kriptonianos. La radiación de la kriptonita se puede transmitir a través de cualquier elemento excepto el plomo. Existen otras variedades de kriptonita, como la kriptonita roja y dorada, que tienen efectos diferentes pero generalmente negativos.
Los adversarios de Superman y otros personajes se representan con frecuencia usando kriptonita contra Superman, con Lex Luthor incorporándola a las armas, Metallo siendo impulsado por ella y Titano siendo capaz de proyectar rayos de radiación de kryptonita desde sus ojos después de ser alterado por la exposición simultánea a kryptonita y uranio. Debido a la popularidad de Superman, la kriptonita se ha convertido en sinónimo de una debilidad explotable extraordinaria, sinónimo de "talón de Aquiles".

## Historia
Una historia inédita de 1940 titulada "El K-Metal de Krypton", escrita por el creador de Superman, Jerry Siegel, presentaba un prototipo de kryptonita. Es un mineral del planeta Krypton que drena a Superman de su fuerza y otorga poderes sobrehumanos a los humanos. Esta historia fue rechazada porque Superman le revela su identidad a Lois Lane.
El mineral kryptonita, que no debe confundirse con el elemento real kripton, se introdujo oficialmente por primera vez en la serie de radio Las aventuras de Superman, en la historia "El meteorito de Krypton", transmitida en junio de 1943. Una historia apócrifa afirma que la kryptonita se introdujo para darle tiempo libre al actor de voz de Superman, Bud Collyer. Esta historia fue contada por Julius Schwartz en sus memorias. Sin embargo, el historiador Michael J. Hayde lo niega: en "El meteorito de Krypton", Superman nunca está expuesto a la kryptonita. Si la kryptonita le permitió a Collyer tomar vacaciones, ese fue un beneficio adicional descubierto más tarde. Lo más probable es que la kryptonita se introdujera como un recurso argumental para que Superman descubriera su origen. Por otra parte, Hayde podría haber confundido "El meteorito de Kryptonita" de 1945 con "El meteorito de Krypton" de 1943, ya que Superman fue expuesto en el primero pero no en el segundo.
En la serie de radio, Krypton se encuentra en el mismo sistema solar que la Tierra, en la misma órbita, pero en el lado opuesto del Sol. Esto proporcionó una explicación fácil de cómo la kriptonita llegó a la Tierra. En la Edad de Plata de los cómics, que ubica a Krypton en un sistema solar distante, gran parte de la kryptonita que llegó a la Tierra fue transportada por la misma "deformación espacial" que atravesó el cohete del bebé Kal-El.
La kriptonita se incorporó al mito del cómic con Superman #61 (noviembre de 1949). La editora Dorothy Woolfolk declaró en una entrevista con Florida Today en agosto de 1993 que sentía que la invulnerabilidad de Superman era "aburrida".
Durante mucho tiempo se dijo que era un elemento de los cómics de la Edad de Oro, Plata y Bronce, pero la kryptonita se convirtió en un compuesto después de la Crisis, como se revela en Action Comics #591.

## Características de la kryptonita común (verde)
Cuando se habla de kryptonita sin especificar el color se entiende que se refiere a esta variedad, la verde, ya que es la más común. Es la primera kryptonita que apareció y su origen corresponde a fragmentos procedentes de la explosión de Krypton.
- Originalmente de color rojo, el material debutó en Superman # 61 (noviembre de 1949) y no adoptó su característico tono verde hasta Action Comics # 161 (agosto de 1951). La kryptonita verde debilita a Superman y a otros kryptonianos. Puede matarlos y los matará con una exposición prolongada. Los kryptonianos bajo los efectos de la kryptonita experimentan una debilidad muscular severa, generalmente hasta el punto del colapso, y un dolor insoportable, con ambas condiciones intensificándose progresivamente. A menudo desarrollan fiebre y finalmente pierden el conocimiento antes de morir. El mineral también volverá gradualmente verdes la piel y la sangre kryptoniana.

- Debilita a Superman, le inmoviliza y anula totalmente sus poderes, y si permanece expuesto durante demasiado tiempo, puede ocasionarle la muerte. También resulta peligrosa para los seres humanos a largo plazo. Lex Luthor perdió su mano derecha a causa del envenenamiento por radiación que le produjo el anillo de kryptonita que llevaba para mantener alejado a Superman.
- En un comienzo, se encontraba muy poca cantidad de este elemento en la Tierra. Durante la saga "Caballero Negro sobre Metrópolis", Superman le entrega el fragmento existente de kryptonita a la persona más adecuada para conservarla, Batman. Sin embargo, durante la gobernanza de Luthor como presidente de Estados Unidos, se acerca un meteorito gigantesco de kryptonita, el cual logra ser destruido por Superman, Batman y Capitán Átomo, cayendo en muchos fragmentos diminutos sobre la Tierra y aumentando la cantidad de kryptonita en el planeta.
- En la serie Smallville la kryptonita verde ocasiona mutaciones en los humanos, estas varían enormemente dependiendo de las circunstancias en las que fueron expuestos a la radiación; a estos mutantes se los llama "meteroid freaks" ya que la población de Smallville denomina a la kryptonita simplemente como "piedra de meteorito".
- Esta kryptonita aparece como cameo en el episodio el Alba del Dragón de He-Man and the Masters of the Universe cuando Orko está haciendo malabares con cuatro meteoritos.
- Esta kryptonita tiene propiedades mágicas en el crossover Superman/Thundercats haciendo invisibles a los mutantes de Mumm-Ra.
- Esta kryptonita aumenta los poderes de Raiden en el crossover Mortal Kombat vs DC Universe.

## Otros Tipos de kryptonita
Se han creado otras formas del material a lo largo de los años en las publicaciones de Superman, donde se dan por condiciones químicas y físicas específicas:

### Amarilla
- En Justice League Action, Firestorm convierte la kryptonita roja de Metallo en amarilla ocasionándole amnesia a Superman.

### Azul
- Variedad artificial creada por Superman para vencer a Bizarro, para quien puede ser mortal. En algunas historias se dice que contrarresta los efectos de la kryptonita y le hace más fuerte.
- En la serie Los superamigos es el antídoto de la roja.
- En Justice League: Crisis in Two Earths, Ultraman (villano similar a Superman de un mundo paralelo) se debilita cuando Lex Luthor lo expone al último pedazo de kryptonita azul de su mundo.
- En Smallville muestra tener el efecto de anular los poderes de los kryptonianos si estos permanecen en el radio de acción de su radiación. Esto provoca también la pérdida de su condición de kryptonianos, como se muestra en la temporada 7 capítulo 8, cuando Lara (la madre biológica de Clark) le da un anillo que pertenecía a su padre Jor-El; y en la temporada 9, Capítulo 21, Final de temporada, donde Clark usa una daga de kryptonita azul contra sí mismo para perder su calidad de Kryptoniano. Con esto logra trasladar a Zod a otro planeta, quien quería usar la daga para quedarse en la tierra. En contraste, en la temporada 7 Clark utiliza un fragmento contra Bizarro, pues al contacto sobrecarga sus poderes al punto de provocar que su cuerpo se autodestruya; por otra parte, la kryptonita azul anula los efectos de la kryptonita verde.[11] Asimismo, la piedra azul tiene efectos positivos sobre la vida orgánica mejorando drásticamente la salud de los seres vivos por medio del agua; incluyendo seres humanos ya sea por contacto prolongado o ingiriendo alimentos que estuvieran en exposición directa con la kryptonita azul, por lo que gozan de un perfecto estado de salud sin enfermedades.[12]

### Blanca
- Letal para la vida vegetal de cualquier planeta.[13]

### Carmesí
- Creada por el travieso Mr. Mxyzptlk que priva a Supermán de su súperfuerza.[14]

### Dorada
- Aparece en la temporada diez de Smallville; puede despojar a los kryptonianos de sus poderes y habilidades para siempre, y en grandes cantidades, puede matarlos, pero además se ve que puede causar heridas permanentes como a Clark Luthor. A diferencia de la kryptonita verde, tiene que existir contacto físico para hacer efecto.
- Aparece en el juego Injustice 2 con el cual Batman despoja a Superman de sus poderes y mandarlo a la Zona Fantasma.

### Lenta
- La kryptonita lenta es una modificación de la kryptonita verde. Fue creada por un científico y reduce la velocidad de impulsos nerviosos y los movimientos tanto de los kryptonianos como de los terrestres.

### Naranja
- Otorga poderes super-animales, más fuertes que los de Krypto, exactamente 24 horas para cualquier animal que lo toca; ineficaces en los seres humanos. Puede ser repetidos inmediatamente después de las 24 horas haciendo los poderes super-animalados casi-continuas.

### Negra
- Se muestra por primera vez en el primer episodio de la cuarta temporada de Smallville (Cruzada; Crusade). Divide a Superman en dos individuos, digamos que serían Kal-El y Clark (malo y bueno); sin embargo puede afectar de la misma manera a humanos, como le sucedió a Lex (malo y bueno) en el episodio 17 de la temporada 4 (Onyx); del mismo modo separó a Doomsday de Davis Bloome al final de la temporada 8. Esta clase de kryptonita, es el resultado de las investigaciones en torno a la kryptonita verde; se descubrió en el laboratorio que este material, al ser sometido a una temperatura aproximada de 300 grados Fahrenheit, puede transformar su estructura molecular, cambiando sus propiedades químicas. Sin embargo debido a los riesgos que presenta el método de transformación, se ha descartado algún uso diferente al de la kryptonita verde.
- En la serie de cómic de Supergirl, ella es expuesta a esta kryptonita por Lex Luthor, también dividiéndola en una Supergirl buena (con su traje habitual) y una Supergirl mala (con traje negro).
- En Justice League Action, Firestorm en otro intento convierte la kryptonita amarilla de Metallo en negra separando a Superman en dos: el bueno con traje blanco y el malo con traje negro, ambos con el símbolo en gris.

### Plateada
- En el séptimo capítulo de la quinta temporada de Smallville, una astilla de este tipo se introduce en el cuerpo de Clark y le provoca alucinaciones que le hacen creer que sus amigos e incluso sus padres conspiran contra él. Clark está a punto de matar a Lana cuando su profesor de la universidad Milton Fine interviene y usa un aparato para retirarle la astilla, curándose de las alucinaciones. Al final del episodio se revela que la kryptonita plateada es en realidad un trozo del mismo Milton Fine (cuya verdadera identidad es la del villano Brainiac), quien planeó todo como una farsa para ganarse la confianza de Clark.

### Roja
- Es una variante más rara de kryptonita. Originalmente era kryptonita verde normal y a veces hace los mismos efectos. Sin embargo, en camino a la tierra, entró en una nube roja desconocida que cambió sus propiedades (se presume que era radiación cósmica). Ocasiona efectos impredecibles, aunque temporales, a Superman, como verse dividido en dos gemelos, crecer a proporciones gigantescas, etcétera.
- En la serie de televisión, Smallville y Lois & Clark, este tipo de kryptonita pervierte la mente de Clark Kent, lo cual le quitó los sentidos de justicia y verdad e incluso ser apático a situaciones de emergencia, haciendo las cosas que él nunca hace por el bien de los demás pero que quiere o sueña con hacer en sueños o en el interior transformándolo en un criminal con superpoderes. En la serie Smallville aparece desde la temporada 2; tiene efectos parecidos, aunque más bien libera el lado más bestial e impulsivo de Clark, se ha mencionado ser similar a estar bajo los efectos de alcohol o narcóticos, también podía afectar a personas normales (Lois) pero debía entrar directamente en el torrente sanguíneo. En la primera aparición de Superman en la serie Batman: The Brave and the Bold, Superman es expuesto a este tipo de kryptonita, generando una reacción similar a la vista en Smallville. En la serie Supergirl, se muestra que la Kryptonita roja conserva este mismo efecto, cuando Kara es infectada accidentalmente, pero en lugar de ser inmediato, el efecto es gradual, destruyendo lentamente las inhibiciones del kryptoniano hasta dejar solo malicia y agresión.
- También en el capítulo 7 de la tercera temporada de Lois & Clark se usa esta kryptonita en un láser que hace que Superman pierda los poderes y se los transfiera a la persona que esté tocando.
- En la edad de plata de los cómics de Superman (años 60 y 70) era muy frecuente la exposición de Superman a esta Kryptonita, resultando en la mayoría de la veces un Superman con características más bien graciosas que amenazantes.
- En Justice League Action, Firestorm en vez de convertir la kryptonita de Metallo en plomo, la transforma en roja induciendole la ira a Superman.

### Rosa
- Debutó en Supergirl (vol. 4) # 79 (abril de 2003). La kryptonita rosa aparentemente convierte a los kryptonianos en homosexuales. Este tipo de kryptonita se mencionó en un solo panel en una historia que era una sátira de las tramas de muchas historias cómicas de la Edad de Plata (como las enumeradas anteriormente) que presentaban una extraña variedad nueva de kryptonita.
- En el corto "True Colors" de Justice League Action, cambia el género de un kryptoniano. Firestorm en otro intento convierte la kryptonita negra en rosa haciendo que Superman se volviera mujer hasta que Firestorm la cambia al fin a plomo, derrotando a Metallo.

### Sintética
- Versiones sintéticas de la verde creadas en laboratorios. En la película Superman III, se utiliza una versión sintética de kryptonita con efectos parecidos a la roja y negra con la salvedad de ser de color verde.

### X
- Creada por Supergirl cuando experimentó sobre un trozo de kryptonita verde tratando de encontrar un antídoto para ésta. Después de experimentar con varios químicos sin éxito, dejó el fragmento en un bosque; los químicos alteran la kryptonita provocando que la radiación le diera poderes al gato de Supergirl, Streaky. Por un tiempo estos poderes fueron temporales, pero la continua exposición a la radiación hicieron que el gato obtuviera superpoderes permanentemente.

### Otras variantes
- Anti-kryptonita: Al contrario de la kryptonita normal, esta variedad mataba a kryptonianos sin superpoderes.
- K-Metal: Un prototipo de kryptonita de la edad de Jerry Siegel y Joe Shuster llamado "el K-Metal de Krypton!" Tiene el mismo efecto de debilitamiento en kryptonianos que la kryptonita verde, con el efecto adicional temporalmente de conceder enorme fuerza y posiblemente otras superpotencias a la gente común.
- Magno-kryptonita: Parte del arsenal que el alienígena Truff del planeta Pyron trajo con él en su intento de conquistar la Tierra. Tenía la capacidad de pegarse a cualquier cosa venida de Krypton.
- Ultra-kryptonita: Se trata de un isótopo superpoderoso de kryptonita verde que actúa con más rapidez de lo normal. Apareció en una historieta de Supergirl.

## Jadarita: kryptonita en la vida real
En 2006 se descubrió un mineral en Serbia cuya composición corresponde casi exactamente a la de la kryptonita: hidroxisilicato de sodio, litio y boro con flúor. Bautizada como jadarita en honor al lugar donde fue descubierta, este mineral es blancuzco, terroso y no emite radiación alguna.
El doctor Chris Stanley del Museo de Historia Natural y uno de los descubridores de este nuevo mineral, explicó que al rastrear en Internet y buscar sustancias que contuvieran los elementos químicos antes citados, descubrió que la kryptonita tiene una composición casi idéntica, con la única diferencia del flúor. Fue encontrada de forma natural en unas rocas en Serbia, que casualmente no está tan lejos del primer lugar donde Lex Luthor encuentra la primera mina de kryptonita en la primera película de Superman.
A partir del 9 de mayo de 2007, el Museo de Belgrado expuso la jadarita a la vista del público. Para atraer todavía más la atención de la gente se muestra el mineral bajo una luz verdosa para parecerse más a la piedra ficticia que causa la muerte de Superman.

## En otros medios

### Televisión

#### Acción en vivo
- Las Aventuras de Superman (1952-1958) incluyeron kryptonita en los episodios "Pánico en el cielo", "La derrota de Superman", "Semana de Superman", "La roca mortal", "El secreto mágico", "El monstruo gentil". y "Todo lo que brilla".
- Superboy (1988-1992) presentó kryptonita verde en los episodios: "Kryptonite Kills" y "Metallo", "Bride of Bizarro", "Kryptonite Kid" y "Obituario de un superhéroe". La variedad roja apareció en el episodio "Super Menace". Una variante de Bizarro White apareció en el episodio "La batalla con Bizarro", que cura al personaje principal.
- Lois & Clark: Las nuevas aventuras de Superman (1993-1997) incluyó kryptonita verde en los episodios "El verde, verde resplandor del hogar", "Bárbaros en el planeta", "La casa de Luthor", "Metallo", "Arriba Copiar", "Tempus Fugitive" y "Battleground Earth". La variedad roja apareció en los episodios "Responsabilidad individual", "Ultrawoman" y "Arma letal".
- Smallville (2001-2011) presentó kryptonita de forma regular. Una gran cantidad de la variedad verde desciende a la Tierra en una lluvia de meteoritos, llegando a la ciudad de Smallville, Kansas con la nave espacial que contiene al bebé Kal-El. Los residentes de Smallville se refieren coloquialmente al material como "roca de meteorito", pero Clark Kent finalmente lo llama "kryptonita" una vez que descubre sus orígenes en el episodio de la segunda temporada "Visitor" (en la vida real, el área cerca de Brenham, Kansas es conocida como el sitio de un gran impacto de meteorito hace entre 10.000 y 20.000 años).[16] Además de ser perjudicial para Clark Kent, el mineral produce cambios extraños en la flora y la fauna. Ocasionalmente también otorga habilidades metahumanos en los seres humanos dependiendo de las circunstancias de su exposición a él, como una niña tratada por una rara enfermedad ósea que adquiere poderes de cambio de forma. Estas personas son comúnmente conocidas por los habitantes de Smallville como "Meteor Freaks". La variedad verde del mineral aparece en varios episodios cada temporada, aunque aparecen otras variedades, entre ellas: rojo en "Red" (2002), "Exodus", "Exile", "Phoenix" (2003), "Unsafe" (2005), "Crimson" (2007) y "Upgrade" (2010); negro, formado al sobrecalentar la kryptonita verde en "Crusade" (2004) y "Doomsday" (2009); plata en "Splinter" (2005); azul en "Blue" (2007), "Persona" (2008), "Kandor" (2009), "Salvation" (2010) y "Harvest" (2011); como una joya en "Persuasion" (2010) y oro (introducido en Earth Two) en "Luthor", "Prophecy" y "Finale" (2011). Smallville fue la primera aparición de una kryptonita negra que dividiría a una persona en sus lados bueno y malo, antes de ser llevada al canon del cómic en Supergirl (vol. 5) # 2 (octubre de 2005).
- La Kryptonita ha hecho varias apariciones en Arrowverso:
  - Supergirl (2015-2021) presenta kryptonita verde en los episodios "Pilot", "Stronger Together", "Hostile Takeover", "Para la chica que lo tiene todo", "Distant Sun" e "Immortal Kombat". El DEO logra sintetizar y crear kryptonita azul que aparece en el episodio "Bizarro". La kryptonita roja aparece en el episodio "Falling" como un intento fallido de recrear la kryptonita verde de Maxwell Lord. La kryptonita de plata aparece en el episodio " Sin embargo, ella persistió". En la temporada 3, la kryptonita negra es fundamental en su arco, apareciendo por primera vez en el episodio "The Fanatical", en el que los kryptonianos se refieren a ella como Harun-El. El Coven Worldkiller de Krypton, encabezado por la sacerdotisa oscura Selena, planea usar el Harun-El para terraformar la Tierra en un planeta parecido a Krypton para que los kryptonianos lo habiten. Los protagonistas usan el Harun-El para separar al sirviente del Coven Worldkiller, Reign, de su alter ego humano Samantha Arias. del final de la temporada, se revela que el ser de Supergirl también se divide después de su exposición durante su batalla final con Reign. En la temporada 4, Lena Luthor desarrolla un suero derivado de Harun-El, y Lex Luthor, Agente Liberty y James Olsen desarrollan habilidades metahumanas después de ser inyectadas con él, como mayor velocidad, durabilidad, fuerza y un factor de curación.
  - La Kryptonita verde aparece brevemente en el evento cruzado "Crisis en la Tierra-X". Durante una confrontación con Overgirl, la contraparte de la Tierra-X de Supergirl, Oliver Queen le dispara una flecha que contiene una punta de flecha de kryptonita, empalando el hombro de Overgirl. Una Supergirl asombrada le pregunta a Oliver por qué tiene una flecha de kryptonita, a lo que Oliver responde: "¡En caso de que alguna vez aparecieras un mal!".
  - La Kryptonita también aparece en el evento cruzado "Crisis en las Tierras Infinitas": en la segunda parte, el Bruce Wayne de la Tierra-99 mantiene la kryptonita en la Batcave y la había usado para matar al Superman de su Tierra. Lo usa en Supergirl, pero es asesinado por Kate Kane de Earth-1 antes de que pueda matarla. Kate luego recoge la kryptonita en su poder. En la tercera parte, Batwoman tenía la intención de usar la kryptonita en Supergirl para detener un peligroso plan suyo, pero en cambio se lo revela como un acto de fe. Supergirl le dice que lo guarde, diciendo que "[tiene] el coraje" de que Kate nunca tendrá que usarlo.
  - En el episodio de Batwoman, "Un secreto guardado por todos los demás", Lucius Fox afirma en su diario que Green Kryptonite es la única cosa capaz de penetrar el Batsuit. En el episodio final de la temporada 1 "¡O, Ratón!", Cuando Alice intenta localizar la kryptonita, Luke la encuentra y logra destruirla. Pero Kate les revela a los dos que tiene otra piedra de kryptonita que Crisis le dio. En el episodio de la temporada 02 episodio 01, "¿Qué le ha ocurrido a Kate Kane?" Ryan Wilder (Javicia Leslie) se ve infectada por los efectos de la kryptonita verde.

#### Animación
- The Brady Kids (1972-1973) presentaron kryptonita verde en el episodio "Cindy's Super Friend", que muestra a Clark Kent intentando convertirse en Superman en la casa club de los niños, solo para ser incapacitado por una pieza de kryptonita verde como parte de una colección de rocas.
- Súper amigos (1973-1986) presenta kryptonita en los episodios "Super Friends: Descansa en paz" ("Krypton steel"); "La trampa dorada de Darkseid" (oro); "Terror From the Phantom Zone" (azul, verde y rojo); "Retorno de los fantasmas" (verde); "Rokan: Enemigo del espacio" (verde); "Bazarowurld" (rojo y azul); "La venganza de Bizarro" (rojo y azul); "¿Chocará el mundo?" (Verde); "Tío Mxyzptlk"(rojo); "La muerte de Superman" (verde); "Batman: Dead or Alive" (verde).
- Superman (1988) presenta un anillo de kryptonita usado por Lex Luthor.
- Superman: la serie animada (1996-2000) ofrece una explicación del efecto del material en Superman. En el crossover de tres partes entre  esta serie y Las nuevas aventuras de Batman  que recibió el título de "Los mejores del mundo", puede verse el efecto de envenenamiento por kryptonita en los seres humanos.
  - Liga de la Justicia (2001-2004) explora el mismo tema.
- En Batman del futuro (1999-2001), el episodio de dos partes "The Call" revela que la kryptonita se ha mantenido a salvo en un futuro lejano como elemento disuasorio contra Superman debido al pasado del héroe como agente deshonesto bajo la manipulación mental de Darkseid. En este mismo episodio vemos como el anciano Bruce Wayne guarda un fragmento de ella bajo medidas de seguridad en la batcueva, para poder detener a Superman (o a cualquier otro kryptoniano) en caso de que pierda la cabeza.
- Krypto, el superperro (2005-2006) presenta una variación verde, roja y con manchas moradas.
- Legion of Super Heroes (2006-2008) presenta kryptonita verde.
- Young Justice (2010-2013, 2018) presenta kryptonita verde en el episodio "Auld Acquaintance".
- En The Batman (2007-2008), episodio "The Batman/Superman Story", Metallo fue contratado por Lex Luthor, usando kryptonita verde para acabar con Superman, antes de ser derrotado por Batman y Robin. Batman guarda la kryptonita verde para emergencias. En el episodio final, "Lost Heroes, Part Two", Superman usa la kryptonita verde contra un androide de The Joining, quién obtuvo sus poderes.
- En Batman: The Brave and the Bold episodio "¡La batalla de los superhéroes!", Superman es infectado con un collar de kryptonita roja que Lex Luthor le dio en secreto a Lois Lane, lo que hace que Superman se vuelva malvado. Ahora Batman debe trabajar con Krypto el Superperro para mantener a raya a Superman hasta que los efectos de la kryptonita roja desaparezcan.
- En DC Super Hero Girls (2015-2018), Lena Luthor desarrolló una serie de kryptonitas con uno de seis colores diferentes cada una, que afectan a todos los que se les acercan al cambiar sus emociones, como la ira, la tristeza, el miedo, la desconfianza y el olvido, mientras que los verdes solo actúan como kryptonita normal que solo afecta a Supergirl. Por lo general, se la ve ayudando a las Furias Femeninas y Eclipso, aunque Lena siempre obstaculiza sus planes al final, obstaculizando sus propios planes en el proceso.
- La Kryptonita aparece en el episodio corto de Justice League Action, "True Colors" (2017), utilizado por Metallo contra Superman. Firestorm llega e intenta neutralizar los efectos de la kryptonita cambiándola a plomo, pero inicialmente no tiene éxito y la cambia a otros colores antes de finalmente tener éxito.
  - Rojo: ira extrema inducida en Superman.
  - Oro: Amnesia inducida en Superman.
  - Negro: divide a Superman en duplicados vestidos de blanco y negro.
  - Rosa: se cambió Superman a Superwoman.
- En DC Super Hero Girls (2019-2021), Catwoman usó kryptonita verde para debilitar a Supergirl y al igual Lex Luthor para atrapar tanto a Superman como a Supergirl en cápsulas, mientras que Ra's al Ghul una vez usó kryptonita roja para controlar mentalmente a Supergirl y destruir a unos chicos del concierto de banda. El episodio "#DoubleDanvers" presenta kryptonita bígaro, lo que hace que los kryptonianos se mareen (y hace que Bizzaros se enfurezcan).
- En Mis aventuras con Superman (2023 - presente), la kryptonita verde ha sido utilizada por la multiversal "Liga de Lois Lanes" en el episodio "Kiss Kiss Fall in Portal".

### Películas
- En Superman: The Movie (1978) Lex Luthor (Gene Hackman) deduce que un meteorito encontrado en Adís Abeba es en realidad una pieza radiactiva del planeta Krypton que explotó. Luthor usa el mineral para debilitar a Superman (Christopher Reeve), quien es salvado por la amante de Luthor, Eve Teschmacher (Valerie Perrine).
- En Superman III (1983) el multimillonario Ross Webster (Robert Vaughn) ordena la creación de kryptonita sintética. El programador informático Gus Gorman (Richard Pryor) usa alquitrán para compensar un componente desconocido de la kryptonita, lo que hace que el mineral recién creado finalmente convierta a Superman en malvado y divida al héroe en dos seres. La "supercomputadora" de Gorman luego lucha contra Superman y usa un rayo de kryptonita.
- En Superman Returns (2006) Lex Luthor (Kevin Spacey) roba el Meteorito Pallasita L9 de Adís Abeba y usa kryptonita para crear una nueva masa terrestre kryptoniana y un fragmento para usar contra Superman. La película describe la fórmula de la kryptonita como "hidróxido de silicato de sodio, litio y boro con flúor". Un año después del estreno de la película, se descubrió una sustancia con una fórmula similar, la jadarita, coincidencia que llamó la atención de los medios.[17][18][19][20] El nuevo mineral, a diferencia del material ficticio de la película, no contiene flúor y no se ilumina en verde.[17]
- En Justice League: The New Frontier (2008), Batman menciona que tiene algo de kryptonita en caso de que necesite pelear contra Superman.
- En Justice League: Crisis on Two Earths (2010), una versión del universo alternativo de Lex Luthor usa kryptonita azul contra el villano Ultraman.
- En Justice League: Doom (2012), el villano Metallo hiere a Superman con una bala de kryptonita, pero la JLA lo salva.
- En Batman v Superman: Dawn of Justice (2016), la kryptonita verde es descubierta por hombres que trabajan para Lex Luthor (Jesse Eisenberg) en el fondo del Océano Índico (después de la batalla de Superman con World Engine en El hombre de acero) y experimentada por Luthor, que se entera de su efecto dañino en los kryptonianos cuando el cadáver del General Zod se expone a él. Luego, Batman (Ben Affleck) le roba la kryptonita a Luthor, quien la usa para crear bombas de gas de kryptonita y una lanza con punta de kryptonita, que luego usa en la batalla con Superman (Henry Cavill). Doomsday también se muestra que está debilitado por la kryptonita, lo que le permite a Superman usar la lanza para matarlo en el clímax de la película.[21]
- En DC League of Super-Pets (2022), Lex Luthor trae un meteorito de kryptonita naranja a la Tierra, con la esperanza de usarlo para obtener superpoderes. Él falla, pero un fragmento del meteorito aterriza en un refugio de animales, otorgando poderes a las mascotas de allí. Una de estas mascotas, una antigua cobaya de Lexcorp llamada Lulu, decide usar sus nuevos poderes para conquistar el mundo. Lulu también usa piezas de kryptonita verde contra Superman y Krypto, y los flashbacks muestran que está expuesta a kryptonita roja (que hace que se le caiga el pelaje) y kryptonita púrpura (que le provoca terribles pesadillas).

### Videojuegos
- En Superman: Atari 2600 (1978), Luthor ha creado satélites de kryptonita y los ha esparcido por Metrópolis que le quitan la capacidad de volar a Superman cuando se toca. Superman debe caminar por Metrópolis hasta que encuentre y se encuentre con Lois Lane para recuperar sus poderes.
- Superman 64 (1999) aparece como niebla de kryptonita, acuñada como una excusa para la poca distancia de dibujo del juego.
- En el juego de lucha crossover Mortal Kombat vs DC Universe (2008), la kryptonita debilita a Superman cuando se expone, mientras que fortalece a su contraparte del universo Mortal Kombat, el dios del trueno Raiden.
- En Lego Batman 2: DC Super Heroes (2012), la kryptonita se usa para alimentar el arma de Lex Luthor, el "Deconstructor".
- Scribblenauts Unmasked: A DC Comics Adventure (2013) muestra el material en diferentes formas.
- La kryptonita es uno de los elementos fundamentales de Lego Dimensions.
- Injustice: Dioses entre nosotros (2013) presenta un láser de kryptonita diseñado a prueba de fallas contra Superman en caso de que se vuelva contra la humanidad.
- La kryptonita verde y dorada aparece en el modo historia de Injustice 2.

### Seriadas
Columbia Pictures produjo dos series cinematográficas de 15 partes que usaban kryptonita como dispositivo de trama: Superman (1948) y Atom Man vs. Superman (1950).

### Composición
En la película Superman Returns, aparece escrito que está compuesta de sodio, litio, boro y silicio.

### Kryptonita en la música
- En 1991 la banda musical Spin Doctors presentan su nuevo álbum "Pocket Full of Kryptonite", que contaba con un tema llamado "Jimmy Olsen's Blues".

- En 1991 el músico argentino Miguel Mateos sacó a la venta su disco llamado Kryptonita, el cual incluye un tema del mismo nombre.

- El grupo de rock 3 Doors Down sacó a finales de los 90 una canción de nombre Kryptonite que hace referencia a Superman. La canción fue escrita por el vocalista del grupo, Brad Arnold, un fan de Superman, mientras estudiaba en el instituto.
- En 2004 se menciona esta palabra en un tema del álbum Barrio Fino del rapero Daddy Yankee.

- En 2006, el cantautor madrileño Javier Krahe, en su disco Cinturón negro de karaoke, canta una canción titulada kryptonita.

- El rapero Rapsusklei hizo una canción llamada Dame Kryptonita.

- Las bailarinas Bella Thorne y Zendaya hicieron una canción llamada Fashion Is My Kryptonite, la que es el primer sencillo de la banda sonora de Shake It Up: Made In Japan.

- En un sencillo de la boyband llamada One Direction (One Thing) se nombra esta palabra.

- En el sencillo Ready Or Not de Bridgit Mendler se nombra esta palabra.